# 駐黑山外交機構列表

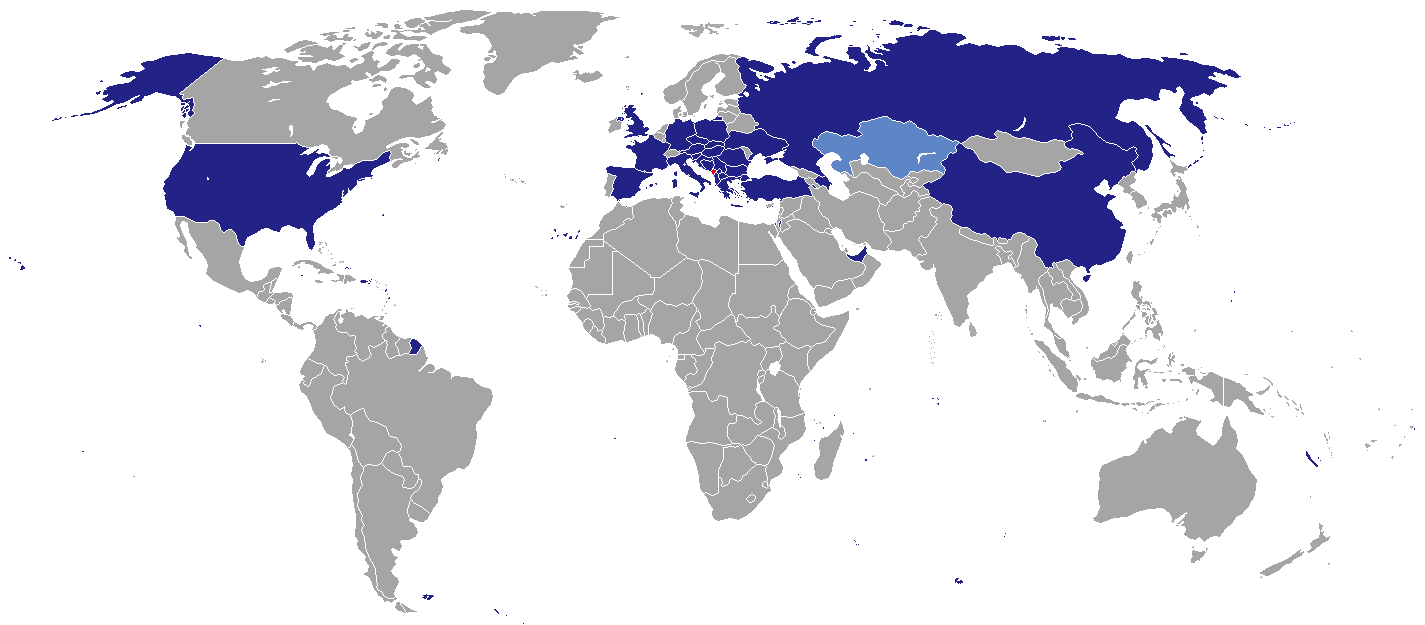
在蒙特內哥罗有大使馆的国家一览
蒙特內哥罗
大使馆

駐黑山外交機構列表是各国驻黑山的大使馆或领事馆列表，也包括名誉领事馆，2006年，蒙特內哥罗独立后，部分国家开始将该国位于黑山的领事机构升格为大使馆，或是新设立大使馆。黑山首都波德戈里察现有28座大使馆。部分未在该国设置大使馆的国家，通过其驻塞尔维亚、匈牙利、罗马尼亚、奥地利等国的常驻大使馆兼辖蒙特內哥罗相关事务。

## 位于波德戈里察的外交机构

### 大使馆
- 阿尔巴尼亚
- 奥地利
- 保加利亚
- 中国[2]
- 捷克
- 法國
- 德国
- 希腊
- 匈牙利
- 義大利
- 科索沃
- 北馬其頓
- 巴勒斯坦
- 波蘭[3]
- 羅馬尼亞
- 俄羅斯
- 塞爾維亞
- 斯洛伐克
- 斯洛維尼亞
- 馬爾他騎士團
- 土耳其
- 乌克兰
- 阿联酋
- 英国
- 美国[4]

### 代表团
- 欧洲联盟（代表团）

## 总领事馆

### 科托尔
- （总领事馆）

### 新海尔采格
- 塞爾維亞（总领事馆）

## 名誉领事馆

### 波德戈里察
- 白俄羅斯[5]
- 保加利亚
- 丹麦[6]
- 爱沙尼亚[7]
- 以色列[8]
- [9]
- 大韓民國[10]
- 挪威[11]
- 圣马力诺[12]
- 西班牙[13]
- 瑞士[14]
- 瑞典[15]

### 巴尔
- [16]
- 馬爾他[17]
- 圣卢西亚[18]

### 策提涅
- 几内亚[19]

### 布德瓦
- 奥地利[20]
- 比利时[21]

### 新海尔采格
- 匈牙利[22]

### 尼克希奇
- 乌克兰[23]

### 罗扎伊
- 科索沃[24]

## 非常任大使馆
位于塞尔维亚：
- 阿尔及利亚
- 安哥拉
- 阿根廷
- 白俄羅斯[25]
- 比利时
- 巴西
- 古巴
- 賽普勒斯
- 丹麦
- 芬兰
- 几内亚
- 印度尼西亞
- 伊朗
- 伊拉克
- 以色列
- 日本[26]
- 科威特
- 墨西哥
- 摩洛哥
- 荷蘭
- 挪威
- 葡萄牙
- 斯洛伐克
- 西班牙
- 瑞典
- 瑞士
- 突尼西亞

位于罗马尼亚：
- 亞美尼亞[27]
- 摩尔多瓦
- 秘魯
- 苏丹
- 越南

位于匈牙利：
- 哥伦比亚
- 爱沙尼亚
- 拉脫維亞[28]
- 爱尔兰
- 巴基斯坦
- 菲律賓
- 泰國

## 相关链接
- 黑山外交部驻黑山外交机构列表 （页面存档备份，存于）